# Émulation Minitel

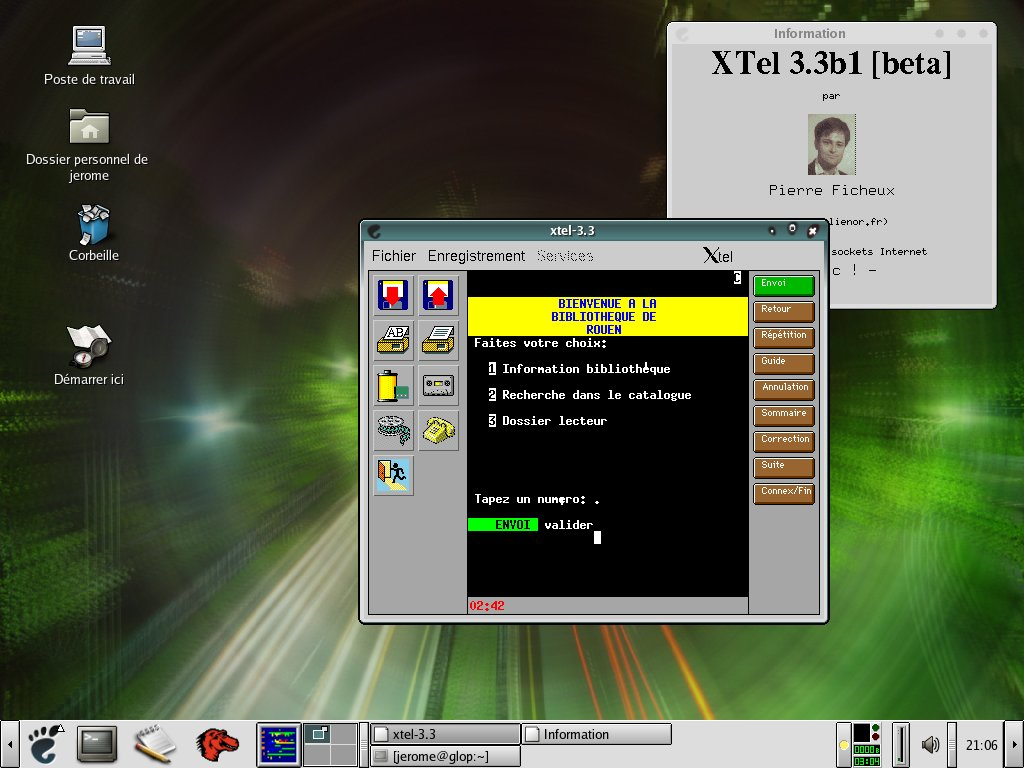
Xtel : logiciel émulateur de terminal Minitel.

L'émulation Minitel (ou émulateur minitel) est un programme, parfois livré gratuitement avec un modem ou le système d'exploitation, permettant l'utilisation du Minitel sur un micro-ordinateur (PC, Mac...). Les derniers émulateurs (ou versions d'émulateurs) permettent la connexion avec ou sans modem a des serveurs en TCP/IP (i-Minitel). Le plus souvent, c'est la partie affichage qui est émulée (le vidéotex) ainsi que les touches de fonction propres au clavier du Minitel (ENVOI, RETOUR, RÉPÉTITION...). Plus rarement la partie protocole (aiguillages, fonctions du clavier, du modem, de la prise péri-informatique...).

## Quelques logiciels
Compatibles avec la norme i-Minitel (TCP/IP) :
- FotoWin : De RTE Software, sous Windows.
- Timtel : De GOTO Software, sous Windows, désormais gratuit en téléchargement. Des versions Mac OS, Windows CE et Palm OS ont également existé.
- AS-Connect : De Olivier Marcoux, sous Windows. Émulation gratuite pour serveurs minitel en TCP/IP uniquement.
- Hyper Terminal : De HILGRAEVE, inclut une émulation minitel. Ce logiciel était distribué gratuitement avec les premières versions de Windows[1].
- Classic Phone Tools : De BVRP Software, sous Windows. Logiciel multi-fonctions dont émulateur i-minitel toujours en vente en 2013.
- GLink for Windows : De G&R, sous Windows. Émulateur de terminal incluant une émulation Minitel et Prestel toujours commercialisée en 2013.
- Xtel : De Pierre Ficheux, logiciel libre d'émulation de Minitel pour X11 (Unix, BSD, Linux...)[2].
- i-Minitel : De France Télécom, sous Windows et Mac OS jusqu'à 10.4 en "Classic" (PowerPC)[3]. Autrement avec SheepShaver. Service fermé après le 16 novembre 2012[4].
- AliStel : De Jean-Luc Bazanègue, sous Mac OS jusqu'à 10.5, 10.6 avec Rosetta. Au-delà en VM[5]. Émulateur en shareware.

Modem via port série uniquement :
- ClarisWorks : D'Apple, sous Mac OS avait un émulateur minitel dans son module "Communication" fait par GOTO pour eux.
- Olicom : De Olitec, sous Windows et Mac OS. Logiciel fourni avec les modems de la marque Olitec. Émulation uniquement via un modem.
- BbTH : De René Cougnenc, émulateur terminal sous MS-DOS, comportant une émulation Minitel.
- MacTell : de Hello Informatique, sous Mac OS

En Web, l'émulation du minitel est possible également dans une applet Java, (TCP/IP) ou même simplement en Javascript.
Bien entendu, un émulateur en Java existe également.
Côté PDA, un émulateur pour Palm OS existe aussi et à l'époque GOTO commercialisait une version pour Windows CE et une autre pour Palm OS avec Timtel 3.
Avant les PC, des émulateurs pour Amiga et Atari ST ont également existé. Et à l'époque des micro-ordinateurs 8bits (Apple II, Oric...) également.

## Processeur graphique du Minitel
Le processeur graphique des minitels est un EF9345 (ou EF9340, EF9341 ou encore EF9347 selon les modèles) de Thomson.

L'émulateur minitel doit donc reproduire en logiciel ce qui était fait en hardware par le processeur graphique du minitel avec parfois une émulation plus lente ou une résolution d'affichage plus petite que le minitel d'origine notamment sur les premiers micro-ordinateurs.
L'affichage rendu est le même que pour le télétexte qui était diffusé sur la télévision en SÉCAM puis sur la télévision numérique terrestre non-HD. En 2013, ce service fonctionnait toujours notamment sur les premières chaines françaises.
À l'époque des micro-ordinateurs 8 bits, le Philips VG5000 et l'Alice 32 de Matra ont tous deux ce processeur graphique.
L'Alice possède d'ailleurs un émulateur Minitel : AliceTel qui fonctionne avec son modem V23.

## Arrêt des serveurs Minitel?
Le 30 juin 2012, Télétel et tous ses services 36.xx se sont arrêtés à l'exception du 36.18 (MIAMI ou Minitel A Minitel) toujours en service en 2013 .
Des micro-serveurs RTC sont encore disponibles à fin 2017.